# 安田行宏
安田 行宏（やすだ ゆきひろ）は、日本の経済学者。専攻は金融論。一橋大学大学院経営管理研究科教授、博士（商学）。プロネクサス懸賞論文優秀賞受賞。

## 人物・経歴
岡山県立岡山操山高等学校を経て、1996年一橋大学商学部卒業。2002年一橋大学大学院商学研究科博士課程修了。論文「銀行リスクと規制の経済分析：自己資本比率規制の評価」により、一橋大学博士（商学）の学位を取得。審査員は小西大、小川英治、藤田岳彦。
2002年東京経済大学経営学部専任講師。2005年同助教授。2006年から2008年までカリフォルニア大学バークレー校ハース・ビジネススクール客員研究員。2011年第3回プロネクサス懸賞論文優秀賞受賞。2012年東京経済大学経営学部教授。2015年一橋大学大学院商学研究科教授。この間、全国銀行協会金融調査研究会第1研究グループ研究員等も務めた。